# Popratnica
Popratnica (en serbe cyrillique : Попратница) est un village du sud du Monténégro, dans la municipalité de Bar.

## Démographie

### Évolution historique de la population
| 1948 | 1953 | 1961 | 1971 | 1981 | 1991 | 2003 |
| ---- | ---- | ---- | ---- | ---- | ---- | ---- |
| 93   | 88   | 67   | 50   | 27   | 9    | 9    |